# Rajčinoviće
Rajčinoviće (en serbio: Рајчиновиће) es un pueblo ubicado en Novi Pazar, Serbia, perteneciente al distrito de Rascia, en la región de Raška y Sandžak. Su población era de 361 en el año 2001, subiendo a 630 habitantes según el censo de 2011. La comunidad es urbanizada y por su ubicación favorable en proximidad a carreteras viales, mantiene una cercana comunicación e infraestructura con Novi Pazar.
Rajčinoviće posee condiciones convenientes para el desarrollo del turismo por su cercanía a manantiales termominerales y a monumentos culturales e históricos medievales.